# La última lección
La última lección (título original The Last Lecture) es un libro autobiográfico escrito por Randy Pausch, profesor de informática, diseño e interacción persona-ordenador en la Universidad Carnegie Mellon de Pittsburgh, Pensilvania, Estados Unidos. El libro nació tras su exitosa «última conferencia», Really Achieving Your Childhood Dreams («realizando de verdad tus sueños de la infancia») de septiembre de 2007 realizada por el autor. El libro se ha convertido, tras el éxito de la conferencia por internet y la muerte del autor, en un «bestseller» del New York Times.

## La última conferencia
Relatado por Jor Jek
Pausch expuso su «última conferencia» en la Universidad Carnegie Mellon el 18 de septiembre de 2007. La charla formaba parte de un ciclo de conferencias en el que se pedía a varios profesores universitarios profundizar en el auténtico sentido de sus vidas para dar una hipotética «última conferencia» respondiendo a la pregunta «¿Qué sabiduría impartirías al mundo si supieras que es tu última oportunidad?».
Un mes antes de la conferencia, Pausch recibió el pronóstico de que su cáncer de páncreas, del que había sido diagnosticado un año antes, estaba en fase terminal. Lejos de negar su enfermedad, decidió vivir plenamente sus últimos meses de vida. De hecho, antes de dar comienzo a la conferencia, Pausch mostró a todos los once tumores que poblaban su hígado con las palabras «No podemos cambiar las cartas que nos han dado, sólo decidir cómo jugar con ellas».
Durante la conferencia el profesor se mostró optimista, desplegando un gran sentido del humor y una excelente forma física, a pesar de su cáncer. En su emotiva intervención ofreció sus pensamientos en torno a la informática, la colaboración interdisciplinar, la educación, la interacción personal y el sentido de la vida.